# 幕末三姉妹
『幕末三姉妹』（ばくまつさんしまい）は、2010年11月7日から2011年4月24日までニッポン放送で日曜日深夜25：30 - 26：00（JST）に放送されていた連続ラジオドラマ。全20回。
キャッチコピーは「幕末、日本の運命を変えた美人三姉妹がいた！痛快､愉快！奇想天外時代劇」｡

## 概要
ニッポン放送では『宮崎駿の雑想ノート』以来、14年ぶりの連続ラジオドラマとなる。
幕末を舞台に繰り広げられる日和見藩の美人三姉妹（架空のキャラクター）の活躍を現代的感覚でコメディタッチに描く。
番組はドラマ・パート（約23分）とその前後のトーク・パート（約6分）で構成される。
メディア展開
ドラマの1話分を小説化。1冊の電子書籍として2011年1月から発売された。番組と同時進行での電子書籍発売は日本初の試みである。
また、「幕末三姉妹 音声ファイル化プロジェクト」として音声データでの販売も計画されている。

## 放送時間
- 毎週日曜日 25：30 - 26：00　 ※放送機器のメンテナンスのため休止の場合あり[4]

## ミニミニ幕末三姉妹
放送設備メンテナンスのため本編が休止のときはミニ番組『ミニミニ幕末三姉妹』が放送された。
- 放送日：2010年11月28日、12月5日・12日、2011年2月27日、3月6日
- 放送時間：日曜日 25:29 - 25:30（約1分）
- 内容：主演の3人がそれぞれの役で登場。三姉妹による会話劇、次回放送のお知らせなど。

## 内容
日和見藩とは
戦国時代末期、初代藩主・日和見跡典（ひよりみ あとのり）が筒井順慶に従い山崎の戦いで明智光秀に付くか豊臣秀吉に付くか日和見を決め込む。その後、関ヶ原の戦いでは小早川秀秋のもとで東軍に付くか西軍に付くかの日和見。結果、3万石の大名に取り立てられる。その後も時々の幕府の方針に合わせて日和見。こうして13代にわたって生き永らえてきた先祖代々由緒正しい日和見の血筋。
トークパート
三姉妹を演じる女優3人が役を離れて登場。番組オープニングではあいさつと番組紹介。後半では今回のドラマの感想などを話し合う。

## 登場人物
（）内は出演回

### 日和見藩
星姫 - 志保
長女。おてんばな妹2人のまとめ役。
凛姫 - 相葉香凛
次女。活発で木登りが得意。特技は薙刀。
弓姫 - 岡崎歩美
三女。マイペースな性格。
立花慎之介 - 松岡佑季
日和見藩藩士。適塾で学んだ英才で西洋通だが、武道にはからっきし。姉妹の教育係として呼び寄せられる。慌て者。明治時代に入り、自由恋愛の世の中で星姫と弓姫の圧力の誘導で凛姫と付き合うことに。
宗田頼母?（そうだたのも） - 龍田直樹
日和見藩江戸家老。“じい”。しっかり者。
日和見忠典（ただのり） - 山本剛士
日和見藩3万石藩主。三姉妹の父親。
お奈津 - 夏緒
腰元。浅草生まれ。

### 江戸幕府
- 篤姫 - 橋本わかな
- 本寿院 - 那須恵理子
- 徳川慶福 - 山本彩乃
- 徳川家慶 - 栗村智
- 内藤信親（老中） - 栗村智?
- 徳川慶喜 - 宮阪俊蔵

### その他
ナレーション - 上柳昌彦
- 坂本龍馬 - 宮坂俊蔵（8-10,15,16）
- 西郷隆盛 - 塩屋浩三(13-20)
- 桂小五郎 - 三浦祥朗（13-16,18）
- 芹沢鴨 - 龍田直樹（10,11）
- 幾松 - 陰山真寿美　（10,11）
- 中居屋重兵衛 - 龍田直樹（6,7）
- 現場リポーター - 飯田浩司（1）
浦賀の黒船来航の現場をリポート。
- 吉田寅次郎 - 龍田直樹（2）
横浜へ黒船見物に来ていた。のちの吉田松陰。
- 競馬実況 - 煙山光紀（2）
ペリーのエンボッシング・モールス電信機の公開実験を中継。
- 松平尚記 - 吉田尚記（3）
水戸藩の支藩・常陸岡戸藩の若君。星姫の縁談相手。別名「さえずりの若君」「つぶやき様」。
- 情報番組キャスター - 森田耕次（8）、新保友映（8）
- ハローワーク職員 - 五戸美樹（9）
- 放送記者 - 畑中秀哉（7,13）、三島通義（13） 、宮崎裕子（13）

## スタッフ
ラジオドラマ版
- 音楽・アコーディオン演奏：小春（チャラン・ポ・ランタン）
- 演出：伊藤了子
- 効果：東松良典
- 音響：大坪秀嗣
- 作：藤井青銅
- 制作：小池清
- 制作総指揮：松浦大介
- 制作：ニッポン放送

電子書籍版
- 著者：藤井青銅
- 発行：ニッポン放送
- 製作：ボイジャー

## 放送リスト
| 各話   | 放送日         | サブタイトル              |
| ------ | -------------- | ------------------------- |
| 第1話  | 2010年11月7日  | ペリー来航 外圧ぐいぐい   |
| 第2話  | 2010年11月14日 | ぐろうばる・すたんだーど  |
| 第3話  | 2010年11月21日 | 揺れる大江戸､揺れる女心   |
| 第4話  | 2010年12月19日 | もう一人の姫君            |
| 第5話  | 2010年12月26日 | 派閥と派閥 ガチンコ対決   |
| 第6話  | 2011年1月2日   | あやうし! 日和見藩        |
| 第7話  | 2011年1月9日   | 雪の桜田門                |
| 第8話  | 2011年1月16日  | 生麦・生米・生脱藩        |
| 第9話  | 2011年1月23日  | 京へ京へと草木もなびく    |
| 第10話 | 2011年1月30日  | 京都のTKO                 |
| 第11話 | 2011年2月6日   | 凛姫 危機一髪!            |
| 第12話 | 2011年2月13日  | 薩長 両天秤               |
| 第13話 | 2011年2月20日  | 京の都のホームレス        |
| 第14話 | 2011年3月20日  | 長州ふんだりけったり      |
| 第15話 | 2011年3月27日  | 龍馬 空っぽ               |
| 第16話 | 2011年4月3日   | ついでに同盟              |
| 第17話 | 2011年4月10日  | ブレる慶喜、ねじあげ酒    |
| 第18話 | 2011年4月17日  | 京都・江戸・パリ 虚虚実実 |
| 第19話 | 2011年4月24日  | 日和見、ウルトラC         |
| 第20話 | 2011年4月24日  | 扉を開けた三姉妹          |